# Lars Højer
Lars Højer Nielsen (ur. 8 grudnia 1970 w Kopenhadze) – duński piłkarz występujący na pozycji pomocnika.

## Kariera klubowa
Højer treningi rozpoczął w zespole BK Heimdal. W 1984 roku przeszedł do juniorów Boldklubben 1903, a w 1989 roku został włączony do jego pierwszej drużyny. W sezonach 1990 oraz 1991/1992 wraz z klubem wywalczył wicemistrzostwo Danii. W wyniku fuzji Boldklubben 1903 z KB, od sezonu 1992/1993 występował w FC København. W sezonie 1992/1993 zdobył z nim mistrzostwo Danii, a w sezonach 1994/1995 oraz 1996/1997 Puchar Danii. W 2000 roku odszedł do czwartoligowego BK Sjold. W sezonie 2000/2001 awansował z nim do trzeciej ligi. W 2003 roku zakończył karierę.

## Kariera reprezentacyjna
W 1992 roku Højer jako zawodnik kadry Danii U-21 wziął udział w Letnich Igrzyskach Olimpijskich, zakończonych przez Danię na fazie grupowej.
W pierwszej reprezentacji Danii zadebiutował 30 stycznia 1993 w zremisowanym 2:2 towarzyskim pojedynku ze Stanami Zjednoczonymi. Jednocześnie było to jedyne spotkanie rozegrane przez niego w drużynie narodowej.